# Saint-Symphorien-sur-Saône
Saint-Symphorien-sur-Saône é uma comuna francesa na região administrativa da Borgonha-Franco-Condado, no departamento de Côte-d'Or. Estende-se por uma área de 7,95 km². Em 2010 a comuna tinha 351 habitantes (densidade: 44,2 hab./km²).